# 天真与经验之歌
天真与经验之歌（英語：Songs of Innocence and of Experience）是英国作家威廉·布莱克所著的一本版画诗集。1789年，威廉·布莱克自己绘图自己印刷出版了第一版。五年后，他增添了一些诗和版画，将其定名为《天真与经验之歌》。

## 天真与经验
“天真”和“经验”是经过对约翰·弥尔顿的乐土和堕落状态的反思之后给出的定义。布莱克的分类是一种和浪漫主义运动的年代观相应的观念：童年是一种被保护的天真，而非原罪，但无法避免和堕落的花花世界的接触。这个世界时不时地侵犯童年，每一次的侵犯，譬如惊吓和禁止、社会和政治腐败、教会、国家和统治阶级的控制，都减少了童年的天真。这种比较在诗歌中以反复出现的象征物表现出来。
《天真之歌》的内容大致可分为三个部分，一是对心灵的纯洁境界的歌颂；二是对现实世界的温和批评，比如在《扫烟囱的》和《小黑孩儿》两篇中，布莱克敏锐的感到了伴随着工业革命（布莱克称之为黑色的撒旦磨坊）而来的贫困和资源枯竭；三是对仁爱的上帝的向往。

## 内容

### 天真之歌

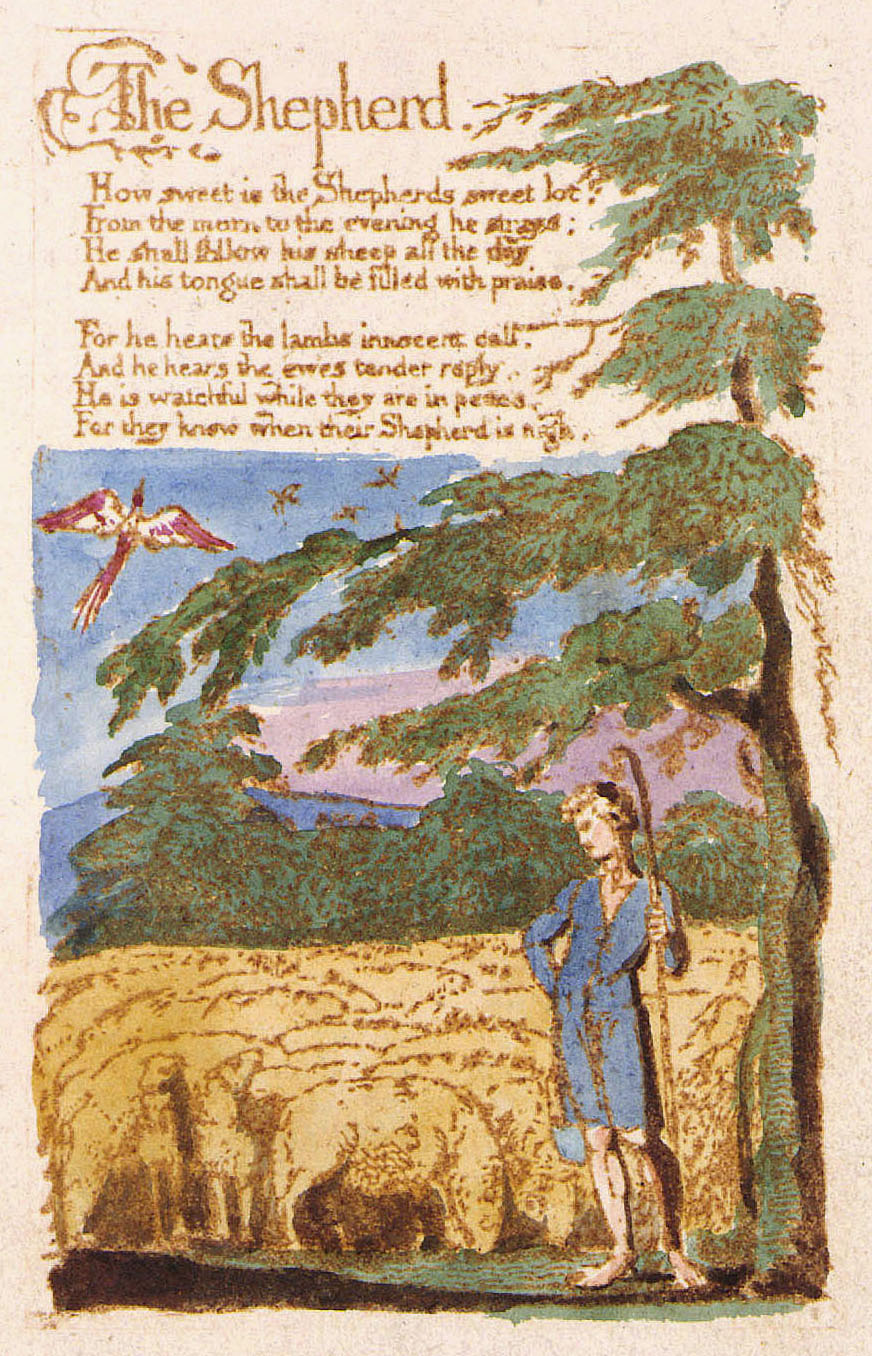
牧童一诗的版画

每首诗都有版画，其中《飘荡着回声的草地》、《小黑孩》、《摇篮之歌》、《夜》、《春天》配有两幅版画
- 序诗
- 牧童
- 飘荡着回声的草地
- 羔羊
- 小黑孩
- 花朵
- 扫烟囱的孩子，本篇的背景取材于布莱克所在时代，当时英国大量使用童工，孩子四到五岁时，因体形小，就被卖掉以进行清扫烟囱的工作。本篇写一个扫烟囱的孩子的梦，梦到了天使让他死去的同伴复生。
- 小男孩的迷路：评论家认为布莱克在这一篇中用小男孩的迷路象征人的放纵和堕落使他们离开了圣经的引导，直到下一篇《小男孩又找到了》才回到神的引导下[4]。
- 小男孩又找到了
- 欢笑的歌
- 摇篮之歌
- 神的形象
- 升天节
- 夜
- 春天
- 保姆的歌
- 婴儿的欢乐
- 一个梦
- 别人的悲哀

### 经验之歌

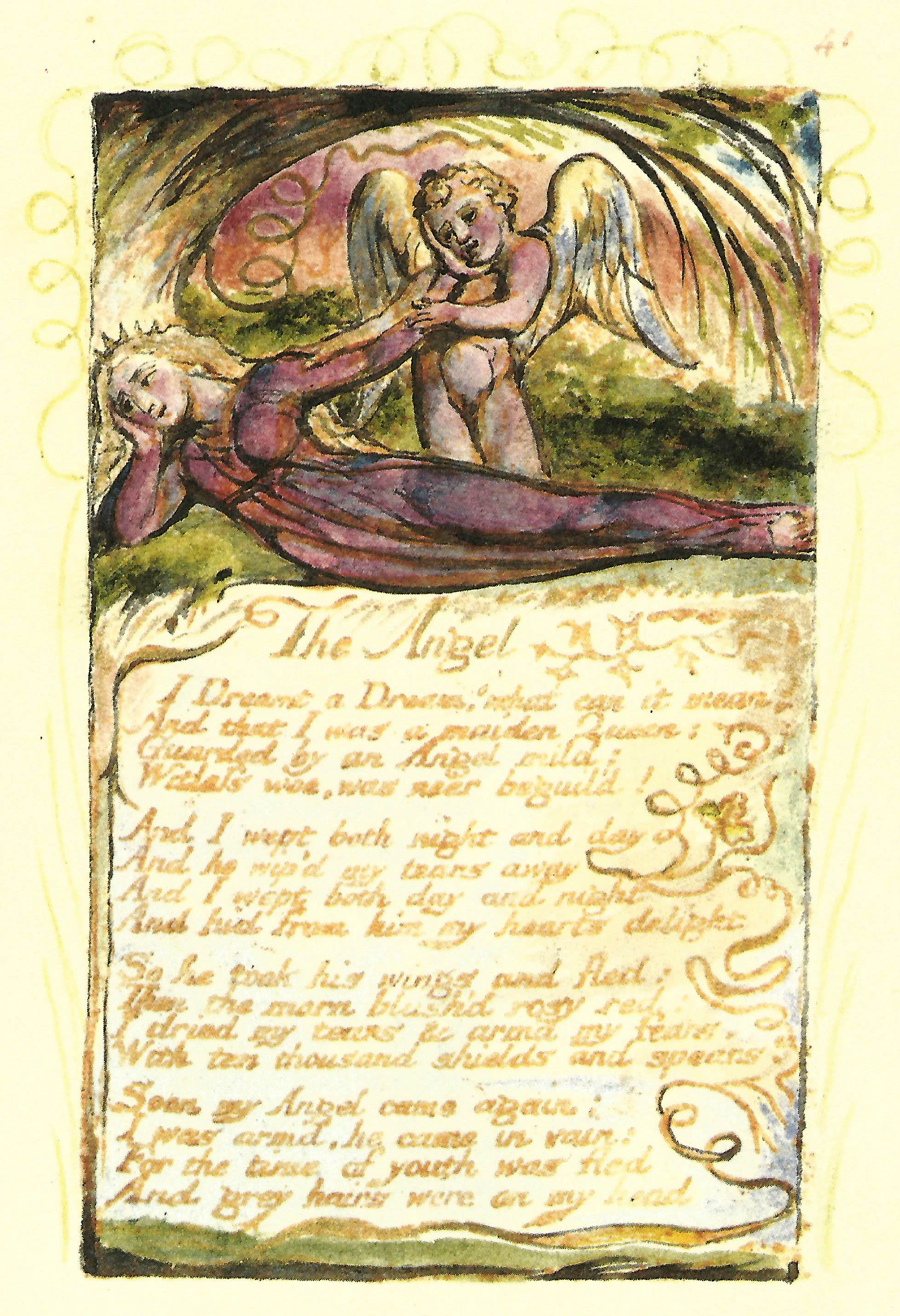
天使一诗的版画

每首诗都配有版画，其中《小女孩的寻获》配有两幅版画。
- 序诗
- 大地的回答
- 泥块和小石子
- 升天节
- 小女孩的迷失
- 小女孩的寻获
- 扫烟囱的孩子，本篇对应《天真之歌》中的《扫烟囱的孩子》，写一个成年人与一个在雪中的扫烟囱的孩子的对话。
- 保姆之歌
- 病玫瑰
- 虻虫
- 天使
- 老虎，本篇与《天真之歌》中的《羔羊》一篇相对应，被广泛收入各种诗集[5]。
- 我漂亮的玫瑰树
- 啊！向日葵
- 百合花
- 爱情的花园
- 流浪儿
- 伦敦
- 人的抽象观念，评论家认为这一篇是威廉·布莱克的玄学诗，反映了人与神之间的冲突。
- 婴儿的悲哀
- 一棵毒树
- 一个小男孩的迷失
- 一个小女孩的迷失
- 给得撒（Tirzah）
- 小学生
- 古行吟诗人的声音
- 一个圣像